# Ziziphus colombiana
Ziziphus colombiana är en brakvedsväxtart som beskrevs av Karl Suessenguth och Overk.. Ziziphus colombiana ingår i släktet Ziziphus och familjen brakvedsväxter. Inga underarter finns listade i Catalogue of Life.